# Clube Atlético São José (Rio de Janeiro)
Clube Atlético São José é uma agremiação esportiva fundada a 19 de março de 1961, em Barros Filho, no Rio de Janeiro.

## História
Estréia em 1975 nas competições do Departamento Autônomo, tornado a partir de 1975, Departamento de Futebol Amador da Capital. Em pouco tempo se consagra e conquista o bicampeonato da categoria adultos em 1977/78. No primeiro ano o vice foi o Pavunense Futebol Clube, enquanto na edição seguinte o oponente na decisão foi o Oriente Atlético Clube. Em 1980, sagra-se campeão pela última vez, derrotando novamente o Oriente. Conquista ainda a Taça Cidade do Rio de Janeiro no mesmo ano. Disputa os certames do Departamento de Futebol Amador da Capital até o início dos anos 90. Possui sede na Travessa Boavista, nº 6, no bairro de Barros Filho, na Zona Norte do Rio de Janeiro.

## Títulos
- 1977/78 - Bicampeão da categoria adultos do Departamento Autônomo;
- 1977 - Vice-campeão da categoria adultos do Grupo "A";
- 1978 - Campeão da Série "A" da categoria juvenil;
- 1980 - Campeão da categoria adultos do Departamento Autônomo;
- 1980 - Campeão da Taça Cidade do Rio de Janeiro;
- 1980 - Campeão da Taça Eficiência;
- 1996 - Vice-campeão da categoria juniores do Departamento de Futebol Amador da Capital;

## Fonte
- VIANA, Eduardo. Implantação do futebol Profissional no Estado do Rio de Janeiro. Rio de Janeiro: Editora Cátedra, s/d.